# Carolus Fernand
Carolus Fernand (Brugge, tweede helft 15e eeuw - Le Mans, 10 juni 1517), ook wel Ferdinand of Fernande, was een Zuid-Nederlands dichter, musicus, filoloog, predikant en monnik.

## Levensloop
Carolus was een telg uit een Spaanse, niet-gefortuneerde adellijke familie die in Brugge kwam wonen. Hij deed goede studies die hem in Parijs brachten en zich over heel wat materies uitstrekte: muziek, dichtkunst, welsprekendheid, filologie en theologie. Onverwacht was zijn succes groot als componist en hij koesterde de hoop er in Brugge zijn broodwinning van te maken.
Toen Brugge het toneel van onlusten werd, keerde hij naar Parijs terug. Hij werd er door koning Karel VIII aan het hof benoemd vanwege zijn muzikale talenten. Hij maakte van zijn verblijf in Parijs gebruik om er zich te bekwamen in de letteren en slaagde er dermate goed in dat hij een leerstoel kreeg in literatuur aan de Parijse universiteit. Volgens sommige auteurs doceerde hij ook theologie, maar daarover is geen absolute zekerheid. 
Na enkele jaren leraarschap trad hij in als monnik in de Sint-Pietersabdij van Chezal-Benoît, waar strikte observantie van toepassing was. Hij werd diaken gewijd, wat hem vergunning tot prediken verleende. Hij leverde zich hieraan met zoveel overtuiging en welsprekendheid over, dat hij een grote reputatie verwierf.
Hij ging in 1509 wonen in de abdij Saint-Vincent in Le Mans, werd er bibliothecaris en overleed er in 1517.
Tijdens zijn leven was hij in schriftelijk contact met heel wat geleerden, zoals Clichtovius, Jacques Lefèvre, Budæus, Andrelini, Boville, Sylvius en Noël Beda. Zelf schreef hij een groot aantal religieuze traktaten en gedichten, waarvan niet alles in druk werd gepubliceerd.

## Werken en publicaties
- Epistola Caroli Phernandi Brugensis, Parijs.
- Be S. Catharina oratio, Parijs, 1505.
- Epistola paranetica Caroli Fernandi ad sagienses monachos observationis benedictinæ of Observatione régula Benedictinæ, epistola parœnetica, Parijs, Jod. Badius, 1512. Brief door Carolus gericht aan monniken van abdijen waar de regel weinig onderhouden werd.
- De Animi tranquillitate libri du, Parijs , Jod. Badius, 1512.
- Speculum monastica disciplina, religiosi, docti, et per quam diserti patri Benedicti magni, assecla maximi, Parijs, Johannes Badius Ascensiana & Johannes Paris, 1512.
- Monasticum confabulationum libri quatuor cum vocum et sententiarum quarumdam explanatione, Parijs, Jod. Badius, 1515.
- In decertationem metricam Ruperti Gaguini de purissima conceptione sacra Dei geniiricis et Virginis Maria adversus Vincentium de Castro novo, ordinis prædicatorum, opus elegantissimum commentariorum
- De Conceptione contra Vincentium, liber unus.
- Carmen iambicum de eadem, liber unus,
- Oratio de conceptione ad Carthusienses.
- Elegia de contemptu mundi. Liber unus.
- Odarum in laudem Christi, libri quatuor.
- De Beatissima Virgine
- Laudes ordinis carmelitarum liber unus
- Carmina